# João Bravo
João Gabriel Almeida Bravo (Saquarema, 10 de março de 2009), é um ator brasileiro.

## Carreira
João estreou como ator na telenovela A Força do Querer interpretando Dedé, e pelo papel ganhou o Melhores do Ano de 2017 e o Prêmio Extra de Televisão de 2017, como melhor ator-mirim. Teve o contrato renovado com a Rede Globo, sendo escalado para interpretar Lucas na série Ilha de Ferro. Logo depois, viveu Fábio Júnior no filme Crô em Família, e em seguida foi João Guerreiro na fase criança, na telenovela Verão 90, papel posteriormente assumido por Rafael Vitti. Foi Marcel no filme 10 Segundos para Vencer. Após, interpretou Divaldo Franco durante a fase criança no filme Divaldo - O Mensageiro da Paz.
Também em 2019, João participou da telenovela das sete Bom Sucesso como Peter da Silva, o filho caçula da personagem principal vivida por Grazi Massafera, e que sonha em ser um YouTuber famoso. Na trama, ele atua ao lado de Antônio Fagundes e Fabíula Nascimento, dentre outros. O papel também lhe rendeu o Melhores do Ano de 2019 na categoria ator/atriz mirim.

## Filmografia

### Televisão
| Ano  | Título                    | Personagem                  | Notas                      |
| ---- | ------------------------- | --------------------------- | -------------------------- |
| 2017 | A Força do Querer         | André Duarte Feitosa (Dedé) |                            |
| 2018 | Ilha de Ferro             | Lucas                       |                            |
| 2018 | Popstar                   | Ele mesmo                   | Temporada 2                |
| 2019 | Verão 90                  | João Guerreiro (criança)    | Episódio: "29 de janeiro"  |
| 2019 | Bom Sucesso               | Peter da Silva              |                            |
| 2021 | Quanto Mais Vida, Melhor! | Neném (criança)             | Episódio: "22 de novembro" |
| 2022 | Travessia                 | Ari (criança)               | Episódio: "10 de outubro"  |
| 2022 | Super Chefinhos           | Participante                | Temporada 6                |
| 2023 | A Magia de Aruna          | Kwame                       |                            |

### Cinema
| Ano  | Título                        | Personagem        | Notas |
| ---- | ----------------------------- | ----------------- | ----- |
| 2018 | Crô em Família                | Fábio Júnior      |       |
| 2018 | 10 Segundos Para Vencer       | Marcel            |       |
| 2019 | Divaldo - O Mensageiro da Paz | Divaldo (criança) |       |
| 2020 | De Perto Ela Não É Normal     | Pedro             |       |

## Teatro
| Ano  | Título          | Personagem | Notas |
| ---- | --------------- | ---------- | ----- |
| 2018 | A Megera Domada | Grêmio     |       |

## Prêmios e indicações
| Ano  | Prêmio                    | Categoria                  | Nomeação          | Resultado | Ref.   |
| ---- | ------------------------- | -------------------------- | ----------------- | --------- | ------ |
| 2017 | Melhores do Ano           | Ator/Atriz Mirim           | A Força do Querer | Venceu    | [ 1 ]  |
| 2017 | Prêmio Extra de Televisão | Melhor Ator ou Atriz Mirim | A Força do Querer | Venceu    |        |
| 2017 | Prêmio Contigo! Online    | Melhor Artista Mirim       | A Força do Querer | Indicado  | [ 11 ] |
| 2019 | Melhores do Ano           | Ator/Atriz Mirim           | Bom Sucesso       | Venceu    | [ 12 ] |